# 磯井如真
磯井 如真（いそい じょしん、1883年（明治16年）3月19日 - 1964年（昭和39年）8月23日）は、日本の漆芸家。本名は雪衛（ゆきえ）、あらため雪枝。

## 経歴
香川県高松市出身。香川県立工芸学校（現、香川県立高松工芸高等学校）を卒業後、大阪山中商会で中国漆器の修理などに携わり、技術を習得した。1909年に高松に戻り、製法が絶えて久しかった香川漆器を独自研究を重ねて復興し、近代化を確立した。讃岐漆芸の中興の祖と称される。母校の工芸学校や工芸研究所で後進の育成にもあたっている。
1936年（昭和11年）の文展（帝展の代わりに開催）に出品した「漆サボテンにホロホロ鳥飾棚」で選奨を受賞。
1953年（昭和28年）には岡山大学教授に就任。香川漆器の創始者・玉楮象谷の蒟醤（きんま）の線彫りを点で彫った「点彫り蒟醤」を創案した。1956年（昭和31年）、重要無形文化財「蒟醤」の保持者（人間国宝）に認定される。1961年に紫綬褒章、1964年に勲四等旭日小綬章を受章。
弟子に三男の磯井正美、太田儔（いずれも人間国宝）などがいる。